# Parlamento de las Islas Turcas y Caicos
El Parlamento de las Islas Turcas y Caicos (Inglés: Parliament of the Turks and Caicos Islands) es el órgano unicameral que ostenta el poder legislativo de las Islas Turcas y Caicos. El nombre de la cámara se cambió de Consejo Legislativo de las Islas Turcas y Caicos a Cámara de la Asamblea de las Islas Turcas y Caicos tras la implementación de la nueva constitución el 9 de agosto de 2006. El nombre actual fue adoptado el 10 de diciembre de 2024.
En agosto de 2009, el Reino Unido suspendió el autogobierno de las Islas Turcas y Caicos tras acusaciones de corrupción ministerial. La prerrogativa del gobierno ministerial y la Cámara de la Asamblea recayeron en el gobernador de las islas hasta que se celebraron elecciones generales en noviembre de 2012.

## Sistema electoral
El Parlamento tiene 21 miembros: 19 miembros electos y 2 miembros ex officio.
Los 19 miembros electos fueron elegidos por dos métodos; diez fueron elegidos de distritos electorales de un solo miembro, y nueve fueron elegidos en el territorio nacional en calidad de distrito único pudiéndose votar hasta por nueve candidatos a nivel nacional.
El fiscal general y el portavoz del Parlamento son los miembros ex officio.
Antes de la reforma constitucional de 2024, solo 15 de los 21 miembros eran electos, mientras que 4 miembros eran designados (uno designado por el primer ministro, uno designado por el líder de la oposición y dos designados por el gobernador) además de los 2 ex officio.